# Camilo Nogueira Román
Camilo Nogueira Román (Lavadores, 22 de noviembre de 1936) es un político, ingeniero y economista gallego, de ideología izquierdista y galleguista.

## Biografía
Estudió en la Escuela Industrial de Vigo y pasó por las escuelas de Ingenieros Industriales de Bilbao y de Madrid. También cursó la licenciatura de Ciencias Económicas en la Universidad de Santiago de Compostela. En 1964 entró a trabajar en la fábrica viguesa de Citroën como ingeniero y participó en las grandes huelgas obreras de 1972. Formó parte de Galicia Socialista, un grupo que daría origen al sindicalismo nacionalista gallego y que acabaría fusionándose con la Unión do Povo Galego en 1971.
Participó en la fundación de la Asemblea Nacional Popular Galega, un frente impulsado por la UPG como plataforma de movilización social y base para el futuro establecimiento de una candidatura electoral nacionalista, y la coalición electoral Bloque Nacional Popular Galego (en cuyas listas se presentó a las Elecciones Generales de 1977). También estuvo implicado en la creación del Partido Obreiro Galego (POG) en 1977. Junto con otras figuras del nacionalismo gallego, como Xan López Facal, compartió el liderazgo a nivel organizativo y discursivo de la nueva formación hasta su refundación como Esquerda Galega (1980), un partido nacionalista de izquierdas que llegó a conseguir un diputado en las Elecciones Autonómicas de 1981 (las primeras elecciones al Parlamento de Galicia). En esta época, Nogueira participó en la redacción del anteproyecto del Estatuto de Autonomía de Galicia.
Tras el progresivo fracaso electoral que iba cosechando una estrategia de nacionalismo popular gallego, las fuerzas nacionalistas de izquierda Esquerda Galega se fusionó con el Partido Socialista Galego y se integraron en el Bloque Nacionalista Galego con el nombre de Unidade Galega en 1995. Con la entrada de Camilo Nogueira se producía al fin la unión del nacionalismo gallego bajo unas únicas siglas dentro de una reorientación general de la estrategia política del Bloque Nacionalista Gallego desde un eje centrado en galleguismo/españolismo hacía un eje más centrado en el clásico izquierda/derecha.
Nogueira fue diputado en el Parlamento gallego en las legislaturas 1981-85, 1985-89, 1989-93 y en el período 1997-99 de la legislatura 1997-2001, hasta que fue elegido diputado en el Parlamento Europeo (1999-2004), donde se expresó en gallego reintegrado, portugués de Galicia o gallego-portugués, razón por la cual fue nombrado en abril de 2005 miembro de honor de la Associaçom Galega da Língua (AGAL). En la actualidad, Nogueira es miembro de la Ejecutiva del BNG y responsable de Relaciones Internacionales.